# Thomas Christian David

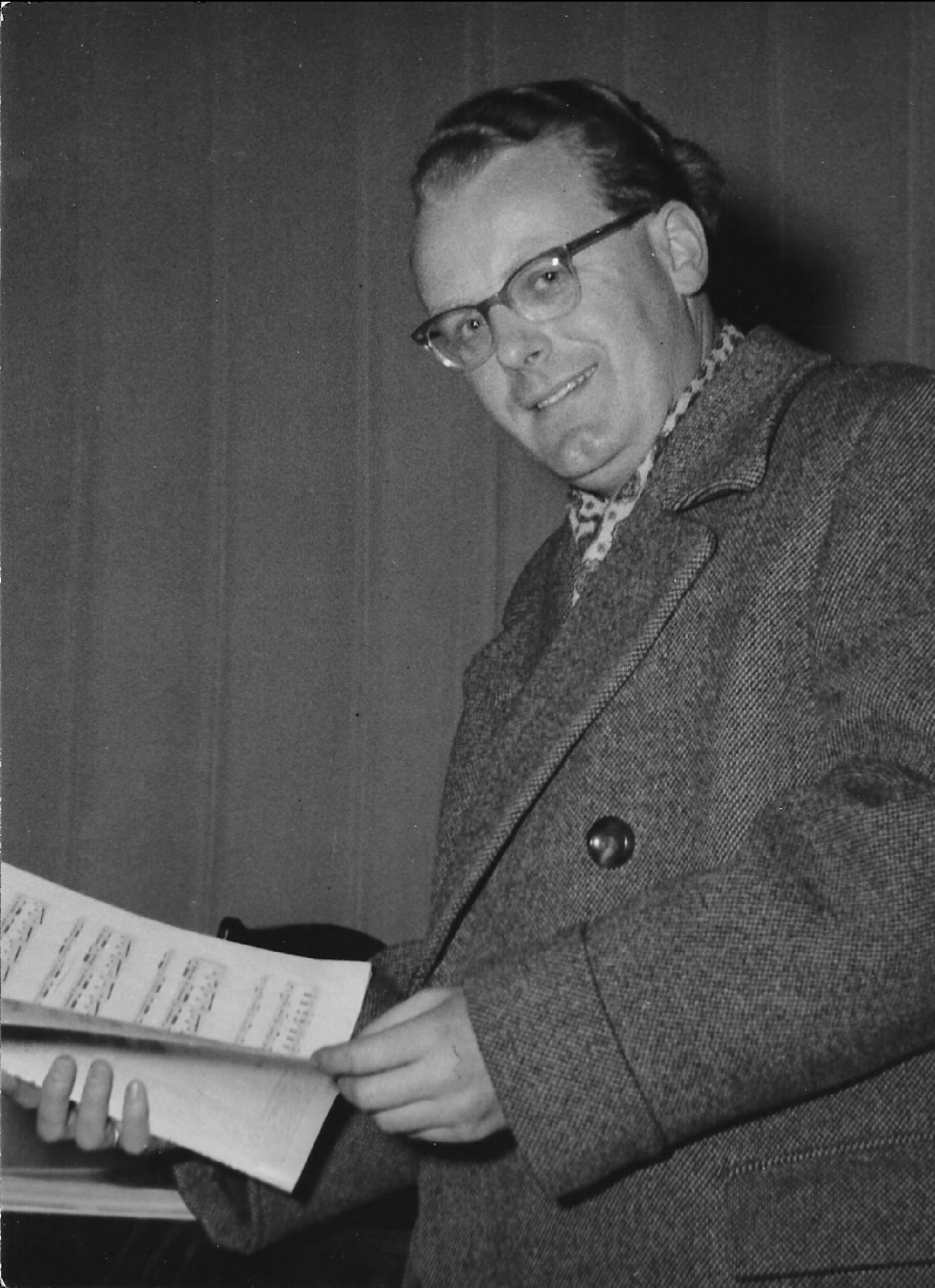
Thomas Christian David im Jahr 1950 (Foto: Martin David).

Thomas Christian David (* 22. Dezember 1925 in Wels; † 19. Jänner 2006 in Wien) war ein österreichischer Komponist, Dirigent, Chorleiter und Flötist.

## Leben
Thomas Christian David wurde als Sohn des Komponisten Johann Nepomuk David (1895–1977) geboren. Von diesem erhielt er seine erste musikalische Ausbildung. Im Jahr 1934 übersiedelte er mit der Familie nach Leipzig, wo er die Thomasschule zu Leipzig besuchte und Mitglied des Thomanerchores war. Danach begann er an der Leipziger Musikhochschule ein Kompositions-, Klavier- und Flötenstudium, welches er jedoch aufgrund seiner Kriegsgefangenschaft ab 1944 unterbrechen musste. Nach Ende des Zweiten Weltkrieges setzte er seine Studien von 1945 bis 1948 am Mozarteum in Salzburg fort und erweiterte diese um die Fächer Orgel, Cembalo und Dirigieren. Zudem bekam er im Jahr 1945 einen Lehrauftrag am Mozarteum für Flöte und leitete den Mozarteum-Chor.
Nach seinem Abschluss am Mozarteum im Jahr 1948 folgte die Übersiedlung nach Stuttgart. An der Eberhard Karls Universität Tübingen begann er mit seinen musikwissenschaftlichen Studien.
Von 1948 bis 1957 war er Leiter des Süddeutschen Madrigalchors und Korrepetitor an der Stuttgarter Oper. Ab 1957 nahm David seine Lehrtätigkeit in Wien auf, die er bis zu seiner Emeritierung im Jahr 1988 beinahe durchgehend wahrnahm. Er lehrte an der Musikhochschule Wien Partiturspiel und Tonsatz, ab 1963 auch Komposition, und leitete ab 1960 den Kammerchor der Hochschule. Von 1967 bis 1973 wirkte er als Professor an der von ihm mit aufgebauten Musikfakultät der Universität Teheran. Von 1967 bis 1973 war er Chefdirigent des Orchesters des iranischen Fernsehens NITV und dirigierte an der Teheraner Oper. In den Jahren 1974 bis 1988 war er Professor für Tonsatz und Komposition an der Wiener Musikhochschule.
Von 1980 bis 1995 war er erster Dirigent des Radio-Symphonie-Orchesters Berlin, von 1986 bis 1988 Präsident des Österreichischen Komponistenbundes und 1992 künstlerischer Leiter der Oper in Kairo.
David wurde am Wiener Zentralfriedhof neben seinem Vater in dem ehrenhalber gewidmeten Grab (Gruppe 32C, Nr. 43) bestattet. Er war von 1975 bis 1996 Mitglied der Freimaurerloge Zur Toleranz.
Sein Bruder Lukas David (1934–2021) war Violinist.

## Auszeichnungen
- 1955: Kompositionspreis der Landeshauptstadt Stuttgart[5]
- 1961: Förderungspreis der Stadt Wien für Komposition
- 1961: Staatspreis für Musik[6]
- 1963: Radio-Paris-Preis
- 1973: Förderungspreis der Stadt Wien für Musik (zusammen mit Rüdiger Seitz)[7]
- 1979: Preis der Stadt Wien für Musik[8]
- 1979: Kulturpreis des Landes Oberösterreich für den Bereich Musik
- 1981: Österreichisches Ehrenkreuz für Wissenschaft und Kunst I. Klasse[9]
- 1985: Würdigungspreis für Musik des Bundesministeriums für Unterricht und Kunst
- 1986: Würdigungspreis des Landes Niederösterreich
- 1996: Ehrenkreuz für Wissenschaft und Kunst

## Werke (Auswahl)

### Ensemblemusik
- Trio (Nr. 1) – für Flöte, Violine und Viola, op. 1 (1948/1949)[10]
- Quartett Nr. 1 – für zwei Violinen, Viola und Violoncello, op. 6 (1950)[10]
- Trio (Nr. 2) – für Flöte, Violine und Viola, op. 8 (1954)[10]
- Quartett – für Flöte, Violine, Viola und Violoncello (1959)[10]
- Konzert – für neun Soloinstrumente (1961)[10]
- Sonatine – für zwei Violoncelli (1962)[10]
- Drei Intermezzi – für Violine und Klavier (1963)[10]
- Quintett – für Klarinette, Violine, Viola, Violoncello und Kontrabass (1963)[10]
- Drei Canzonen – für 3 Gitarren (1965)[10]
- Fünftes Streichquartett (1966–1967)[10]
- Sonate – für Violoncello und Klavier (1970)[10]
- Tricinium – für Flöte, Englischhorn (Viola) und Violoncello (1977)[10]
- Erstes Trio – für Violine, Klarinette und Klavier (1978)[10]
- Quartett – für Oboe, Violine, Viola und Violoncello (1979)[10]
- Sonate – für Violine und Viola. Erste Duosonate (1980)[10]
- Die Vögel – Kantate nach Worten von Joseph von Eichendorff für Sopran, Flöte, Klarinette und Klavier (1981)[10]
- Erstes Trio – für Violine, Viola und Violoncello. Thema und Variationen (1984)[10]
- Vierhändige Stücke – über japanische Lieder. Serie I (1985)[10]
- Schubertiade – Variationen über ein Schubert-Thema für Violine, Klarinette und Klavier (1987)[10]
- Zweites Trio – für Klarinette, Violine und Klavier (1989)[10]
- Sonate – für Violine und Klavier (1990)[10]
- Quartett – für zwei Flöten, Violine und Violoncello (1993)[10]
- Drittes Trio (Aziz Djoune) – für Klarinette, Violine und Klavier (1995)[10]
- Trio – für Violine, Viola und Violoncello. Nach dem Duo für Viola d’amore und Gambe von Johann Nepomuk David (1995)[10]

### Orchestermusik
- Serenade – für Streichorchester (1957)[10]
- Erstes Konzert – für Streichorchester (1961)[10]
- Konzert – für fünf Bläser und Streicher (1962)[10]
- Konzert – für Orchester (1967)[10]
- Zweites Konzert – für Streichorchester (1972)[10]
- Konzert für Oboe und Orchester – Konzertante Miniaturen (1975)[10]
- Konzert für drei Violinen solo und Streichorchester (1980)[10]
- Konzert – für Violoncello und Orchester (1982)[10]
- Tripelkonzert für Violine, Klarinette, Klavier und Orchester (1983)[10]
- Sinfonia concertante – Für Violine, Klarinette, Klavier und symphonisches Blasorchester (1986)[10]
- Zweites Konzert für Violine und Orchester (1987)[10]
- Carmenfantasie – (Georges Bizet/Pablo de Sarasate), Bearbeitung für Violine, Klarinette, Klavier und Orchester (1987)[10]

### Geistliche Musik
- Fünf Orgelchoräle (1961)[10]
- Missa in Adventu Christi – für gemischten Chor (1961)[10]
- Zwei Deutsche Motetten – für gemischten Chor (1962)[10]
- Fünf Orgelchoräle (1963)[10]
- Missa in honorem Mariae (1963)[10]
- Fantasia "Dux Michael" – für Orgel (1965)[10]
- Wer ist es, der den Weltenplan verdunkelt – Motette à 8 für gemischten Chor (1968)[10]
- Das Lied des Menschen – Oratorium für Soli, vierstimmigen gemischten Chor, Knabenchor und Orchester (1975)[10]
- Der Weg nach Emmaus – Kirchenoper in drei Akten (1981)[10]
- Die Welt, durchaus, ist lieblich anzuschaun – Madrigal für gemischten Chor (1981)[10]
- Und wir haben erkannt – Motette für sechsstimmigen Chor (1982)[10]

### Tanz/Ballett
- Luzifer – für Soli, Chor, Ballett und Orchester, Text: Hans Peter Wertitsch (1990/1991)[10]